# Dolní zámek (Panenské Břežany)
Dolní zámek v Panenských Břežanech je pozdně klasicistní zámek nacházející se v dolní části obce Panenské Břežany v okrese Praha-východ ve Středočeském kraji. Zámek obklopuje původní anglický park s hospodářsko-správními budovami, areál je ohrazen zdí s branou se sochami kance a medvěda. Za druhé světové války byl zámek sídlem říšského protektora Konstantina von Neuratha, později Reinharda Heydricha. Od 3. března 2017 je chráněn jako kulturní památka. Od roku 2019 je celý areál v soukromých rukou a je veřejnosti nepřístupný.

## Historie

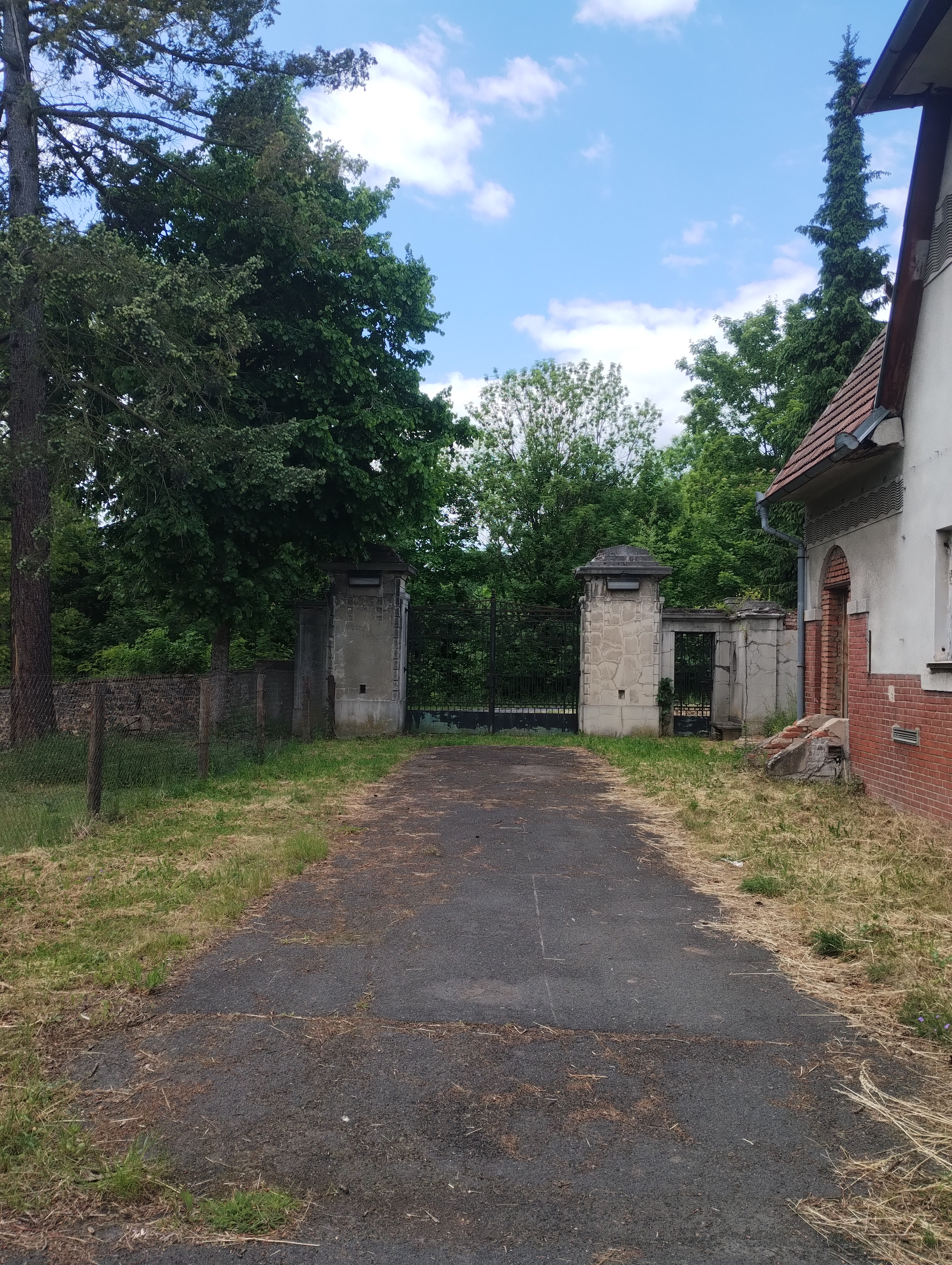
Pohled na cestu od zámku: tudy odjížděl 27. května 1942 R. Heydrich naposledy

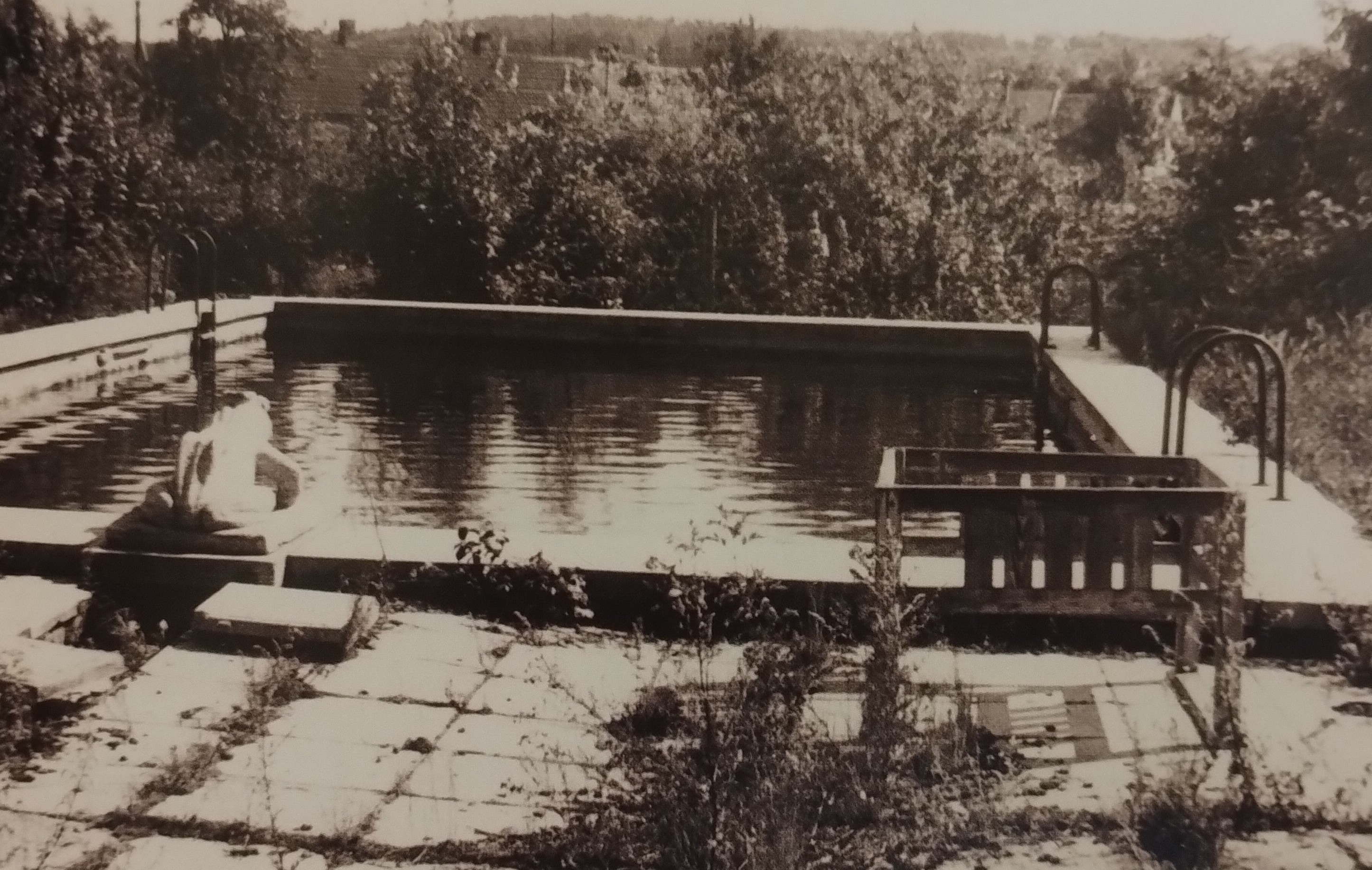
Bazén s plastikou žáby, který nechala vybudovat vdova po R. Heydrichovi

Zámek nechal v roce 1840 postavit majitel břežanského panství Matyáš Fridrich Riese-Stallburg, pocházející z Hesenska. Stavba budovy majitele finančně vyčerpala a v roce 1901 veškerý zadlužený majetek, včetně Dolního a Horního zámku, převzala Hospodářská a úvěrová banka, která ho rozprodala věřitelům. V roce 1909 koupil Dolní zámek židovský podnikatel v cukrovarnickém průmyslu Ferdinand Bloch-Bauer. Ten zámek využíval jako své letní sídlo, na které dojížděl z Vídně. Zaměřil se především na výzdobu interiérů, které vybavil loveckými trofejemi, starožitnostmi, uměleckými předměty, gobelíny apod. Jeho situace se změnila po anšlusu, kdy se na zámku krátce usadil, než v roce 1938 emigroval.
V době protektorátu se Dolní zámek stal sídlem říšského protektora Konstantina von Neuratha. Po Velikonocích roku 1942 se do Dolního zámku nastěhoval zastupující říšský protektor Reinhard Heydrich s manželkou Linou a dětmi. Po jeho smrti následkem atentátu dostala vdova zámek k užívání zdarma. K bezplatnému převodu do jejího vlastnictví mělo dojít na konci války. V této době prošel zámek značnými úpravami. K tomuto účelu bylo na zámek v červenci 1942 přiděleno pracovní komando v počtu 80 židovských vězňů z Terezína, v září přibylo dalších 50. 
V roce 1944 nahradila terezínské vězně skupina z bavorského koncentračního tábora Flossenbürg. Vězni byli ubytováni v koňské maštali a měli za úkol přeměnit anglický park na ovocnou, zeleninovou a květinovou zahradu. Lina Heydrich žila na zámku až do dubna 1945.
Po druhé světové válce se rodina Bloch-Bauerů marně snažila zámek získat zpět. Byl zestátněn a upraven a sídlil v něm Výzkumný ústav kovů. V roce 1964 se zde natáčely scény z filmu Atentát režiséra Jiřího Sequense.
Od roku 2019 je zámek i s přilehlými pozemky v soukromém vlastnictví, v dražbě ho ve zchátralém stavu získal investor Josef Outlý a plánuje ho zrekonstruovat. Zámek i park jsou veřejnosti nepřístupné. V rámci „Dne Jana Kubiše“, který pořádá Památník národního útlaku a odboje, a 80. výročí atentátu na R. Heydricha, byla část Dolního zámku výjimečně zpřístupněna veřejnosti 28. května 2022. Areál zámku se návštěvníkům otevřel i na "Den Jana Kubiše" 25. května 2024 a 24. května 2025.

## Architektura

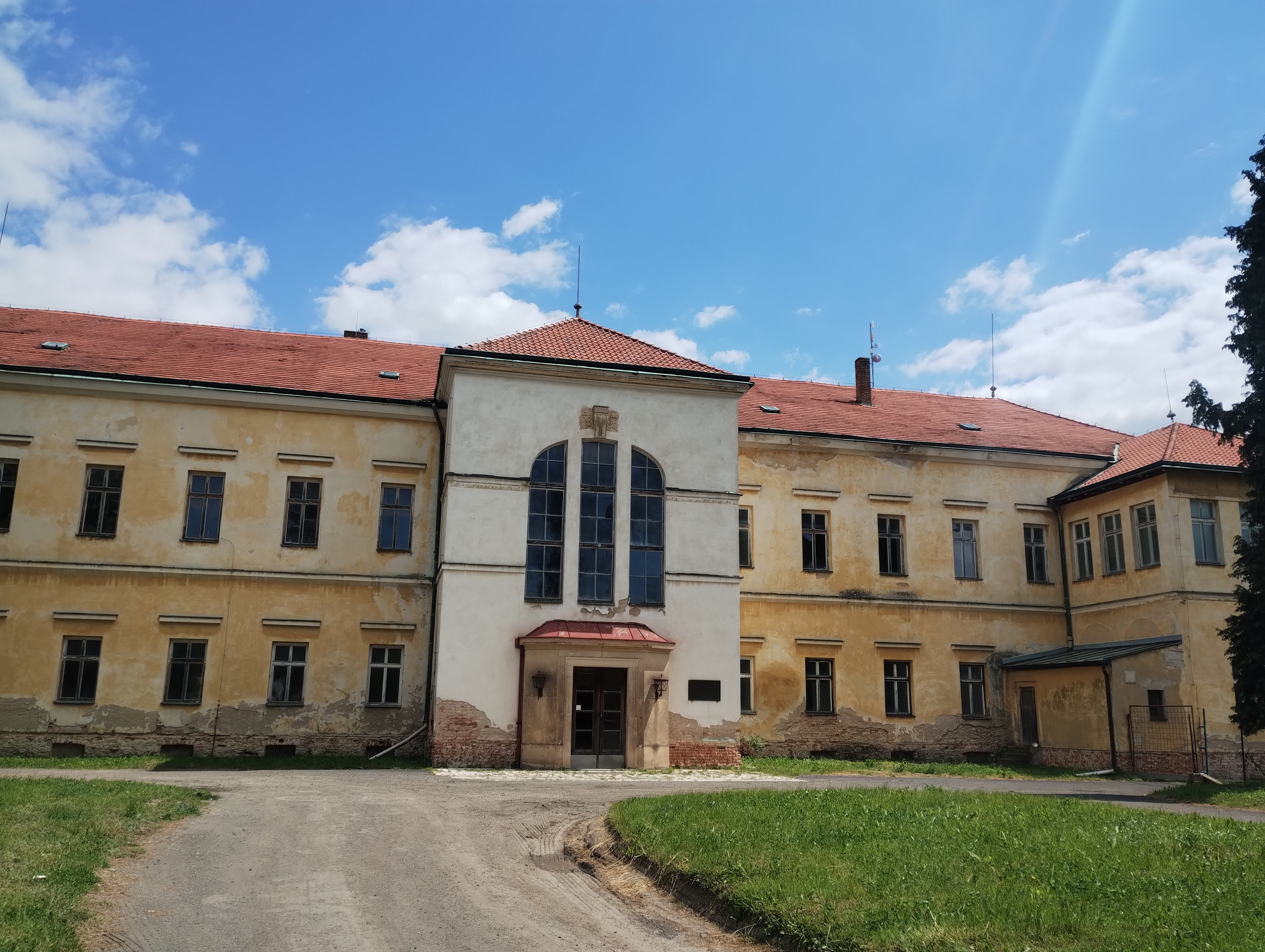
Západní průčelí se středním rizalitem a jižním hospodářským křídlem (vpravo)

Zámek je patrová stavba obdélného půdorysu, jejíž východní průčelí směřuje do současně utvářeného anglického parku, západní průčelí má k jižnímu konci přistavěné krátké kolmé hospodářské křídlo, v němž bylo umístěno provozní zázemí a skleník. Dominantou stavby jsou odlišně koncipované centrální rizality. Podrobnější časové údaje o výstavbě ani autorství architektonického projektu nejsou zatím známé.

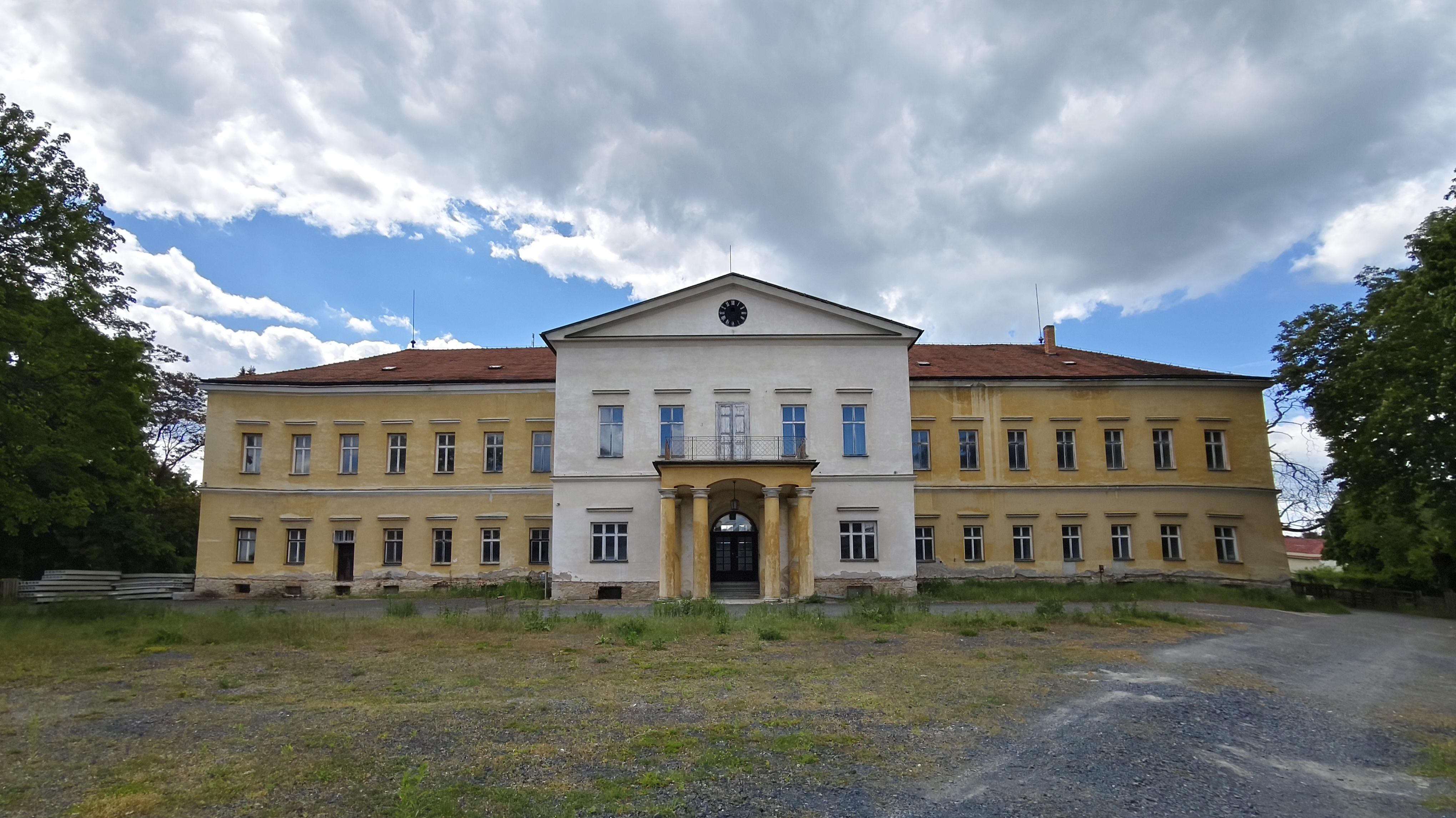
Východní průčelí se sloupovým portikem v přízemí středního rizalitu

Reprezentativněji řešené východní průčelí má ve střední části rizalit o pěti osách, vertikálně zvýrazněný trojúhelným štítem, v jehož poli jsou umístěny hodiny. Sloupový portikus předložený hlavnímu vstupu nese balkon pro piano nobile.
Podobu západního průčelí ovlivnil tehdejší majitel Bloch-Bauer. Ten nechal ve stylu art deco upravit centrální schodiště a pro jeho osvětlení bylo ve středním rizalitu prolomeno vysoké trojdílné lunetově uzavřené okno. Vybudoval i západní vstupní pilířovou bránu s představěnými sokly se sochami medvěda a kance a upravil domek čp. 84 stojící u brány.
Za protektorátu byly v parku pokáceny okrasné stromy, materiál z rozbitých soch posloužil k zasypání zámeckého rybníka. Byla zlikvidována zimní zahrada a fontána. Byl vybudován bazén s plastikou žáby, převlékárna, hřiště a skleníky. Lina Heydrich nechala zbudovat v zámku ústřední topení a v přízemní hale mohutný krb.
V druhé polovině 20. století byl celý zámecký areál upravován pro účely Výzkumného ústavu kovů, došlo k adaptaci některých místností na laboratoře a vznikaly i nové objekty. Během rekonstrukce zámecké střechy zanikly vikýře, část hospodářského křídla byla ubourána.

## Související události
V říjnu 1943 byl před zámeckou bránou sražen projíždějícím autem desetiletý Heydrichův syn Klaus. Na následky zemřel a byl pohřben na zámecké zahradě. Jeho hrob původně vyhloubili vězni. Lina Heydrich odmítla syna pohřbít do hrobu, kterého se dotkli Židé, a tak byl pohřben v jiném, vykopaném strážnými SS. Po roce 1945 byla rakev údajně vykopána a kosti rozhozeny po parku.
V březnu 2018 byly v jedné z opuštěných hal v areálu Dolního zámku objeveny bedny s filmovými a zvukovými záznamy procesu s Rudolfem Slánským z roku 1952. Materiály zmizely po revoluci v roce 1989. Vše bylo zdigitalizováno a zpřístupněno na webu Českého rozhlasu. Při zkoumání místa nálezu se navíc zjistilo, že ze zámku zmizel vzácný hodinový stroj, lustry, původní mramorové obložení krbů a další mobiliář.

## Galerie

Dobové fotografie
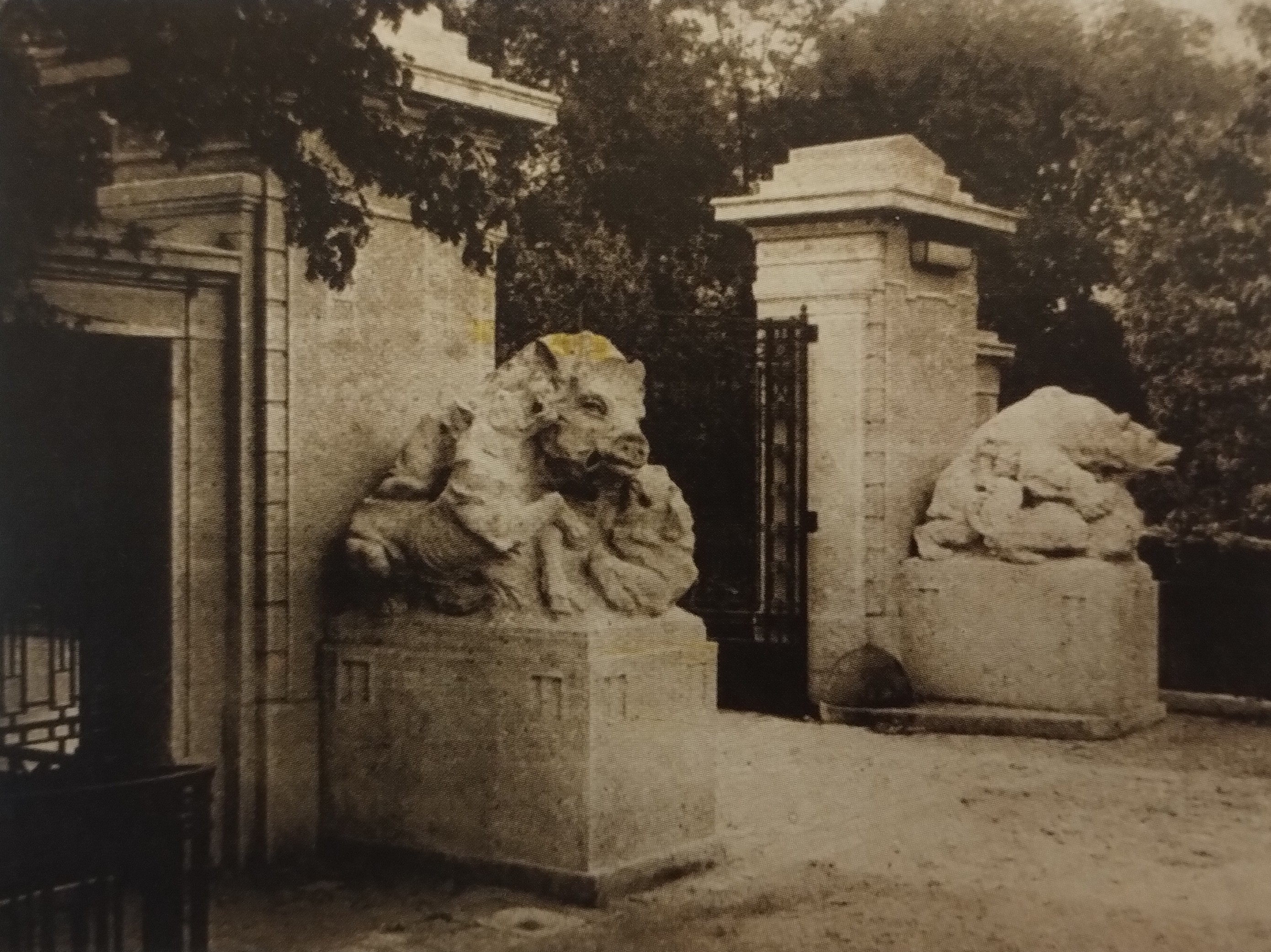
Západní vstupní brána se sochami medvěda a kance
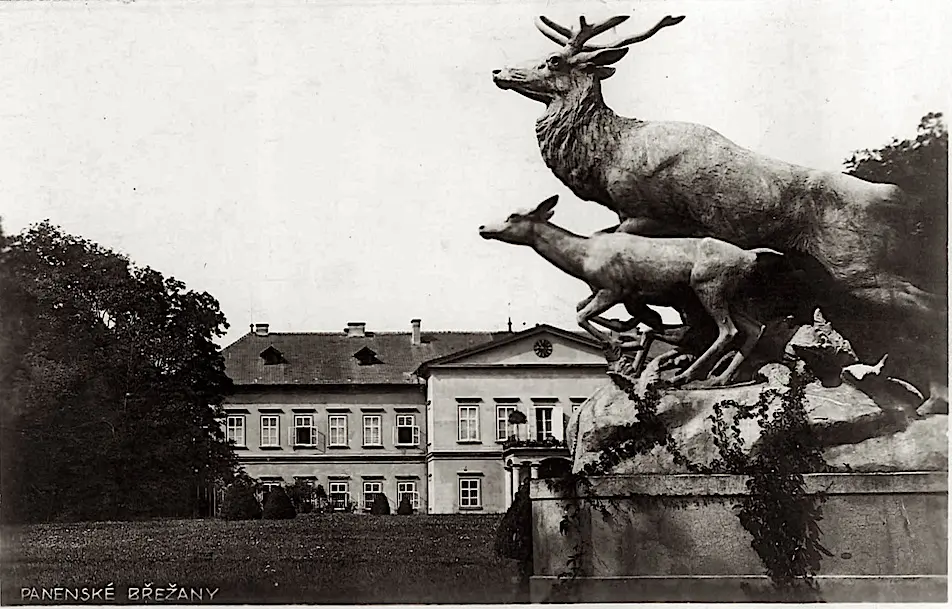
Sochařská výzdoba parku (pohlednice)
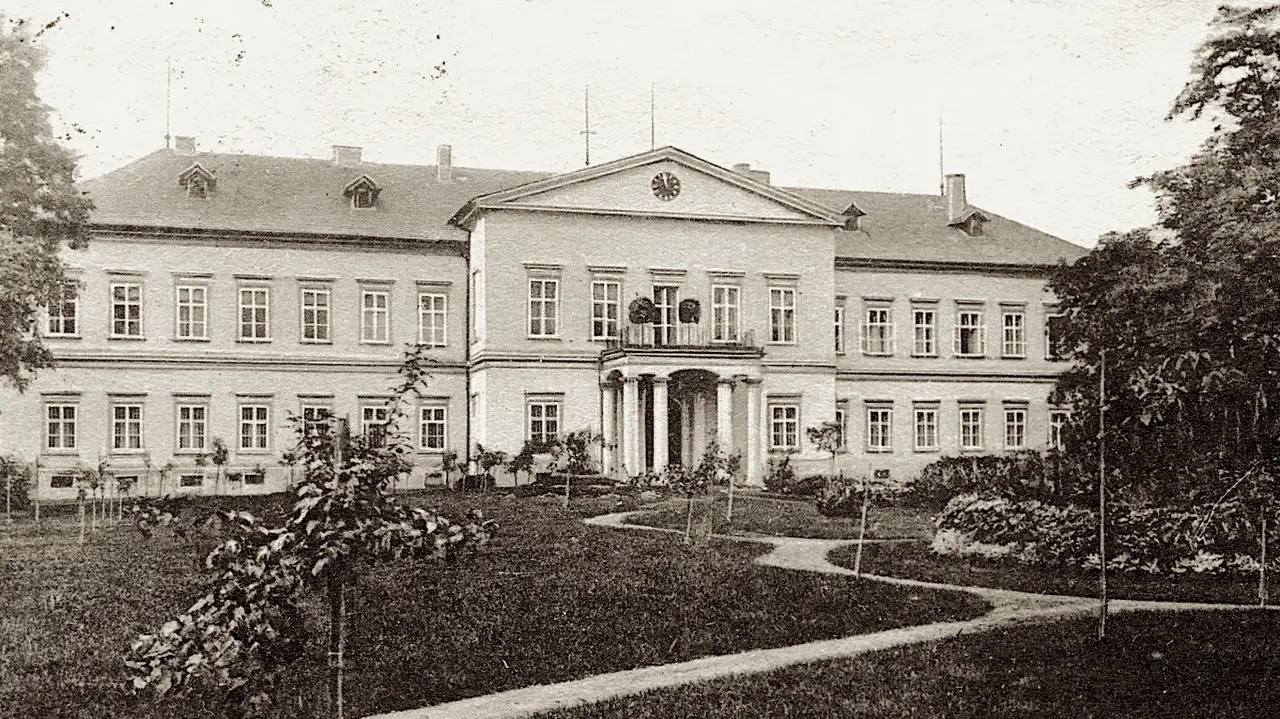
Východní průčelí na pohlednici (před rokem 1943)
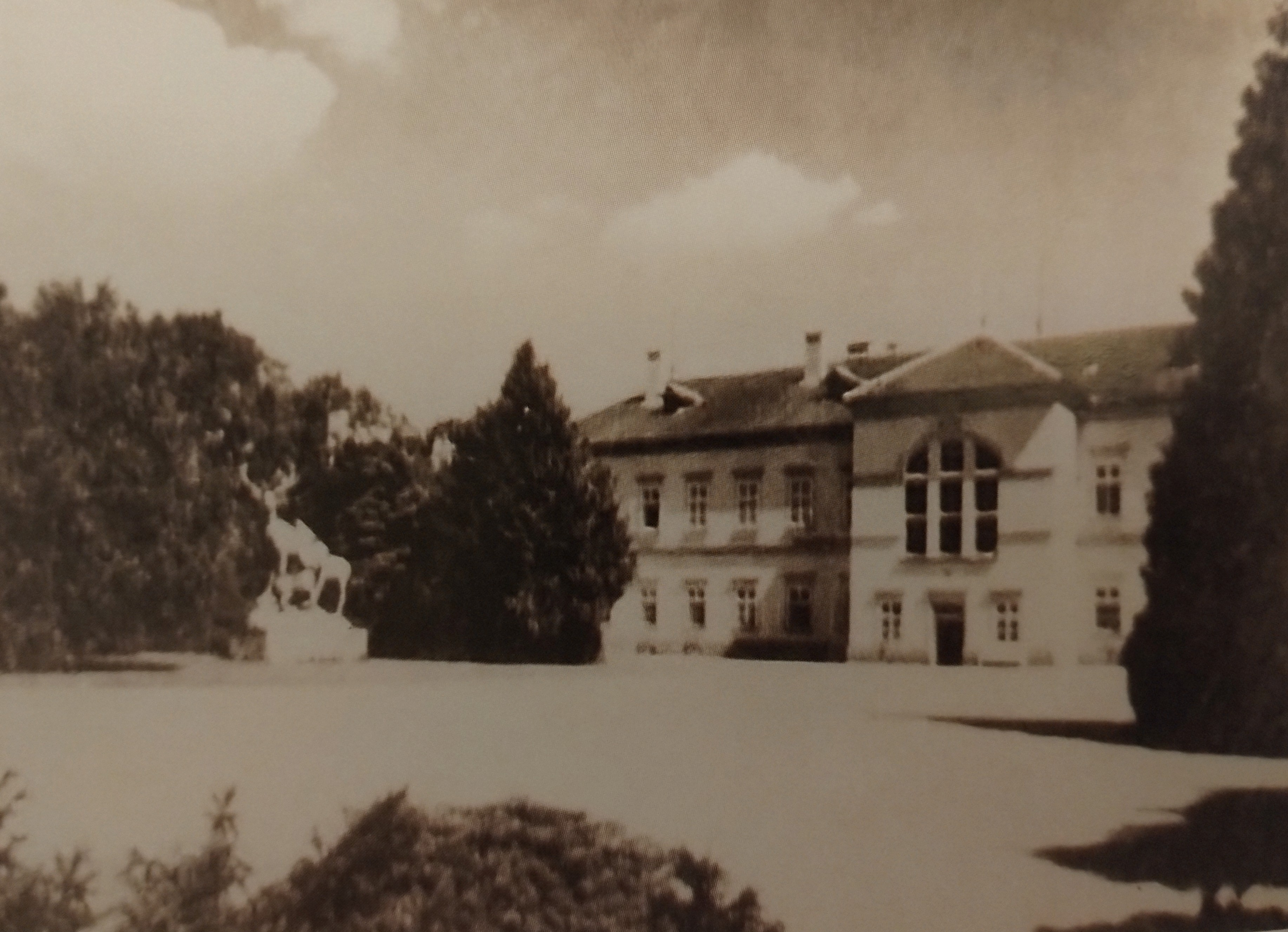
Západní průčelí

Současný stav
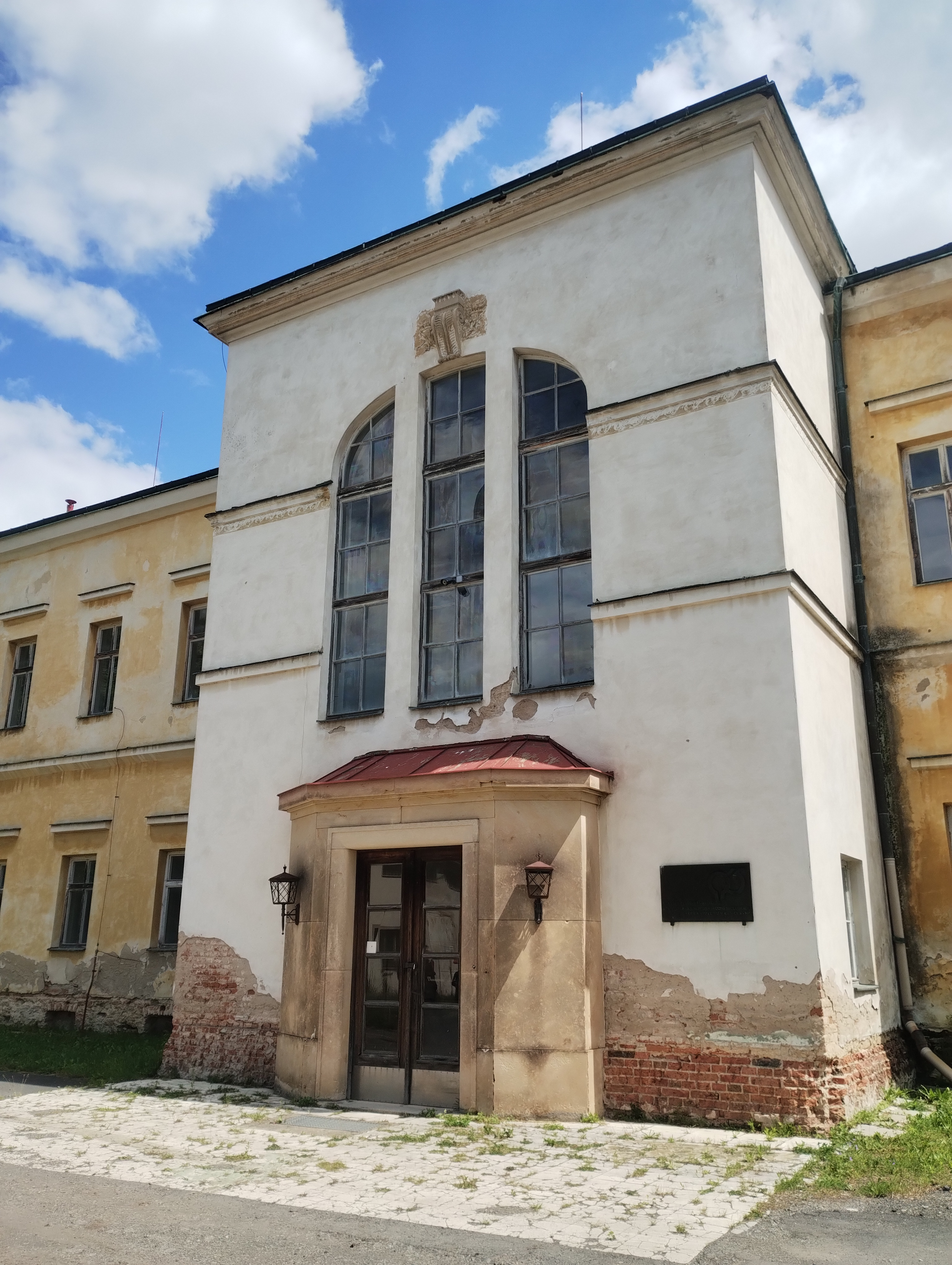
Rizalit západního průčelí s portálem a trojdílným lunetovým oknem osvětlujícím schodiště
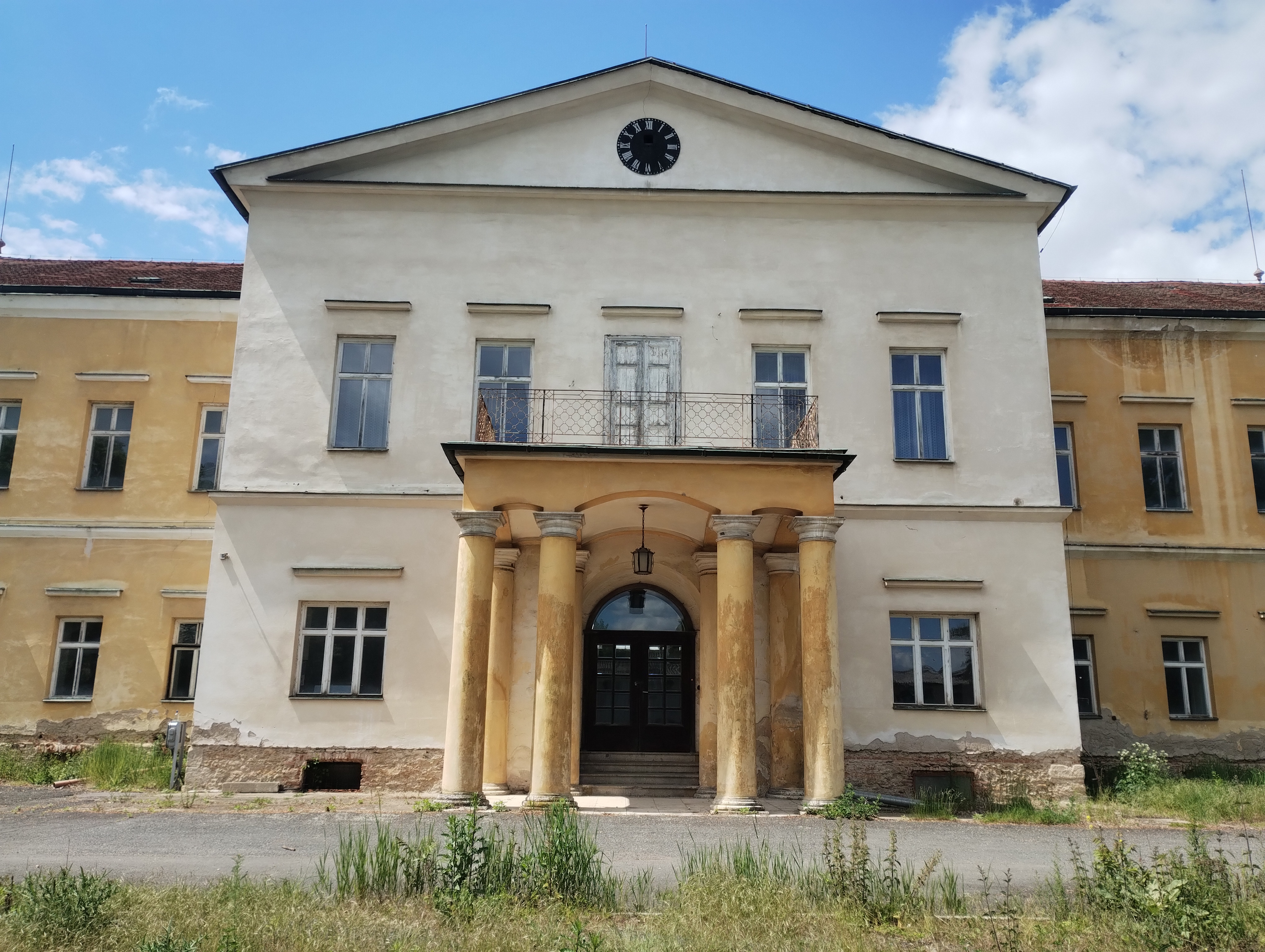
Rizalit východního průčelí se sloupovým portikem a balkonem v piano nobile
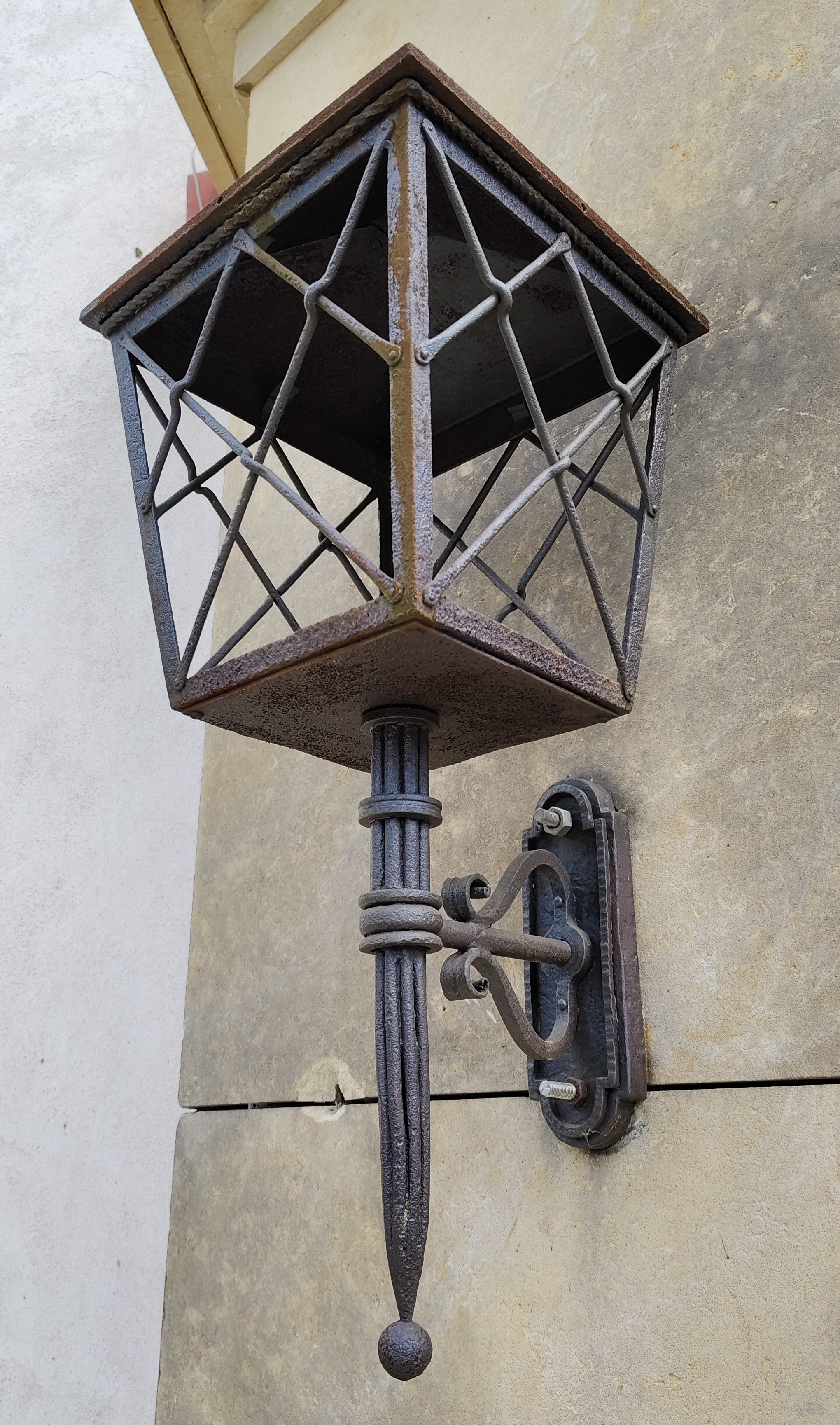
Kovová lampa ve stylu art deco na západním rizalitu
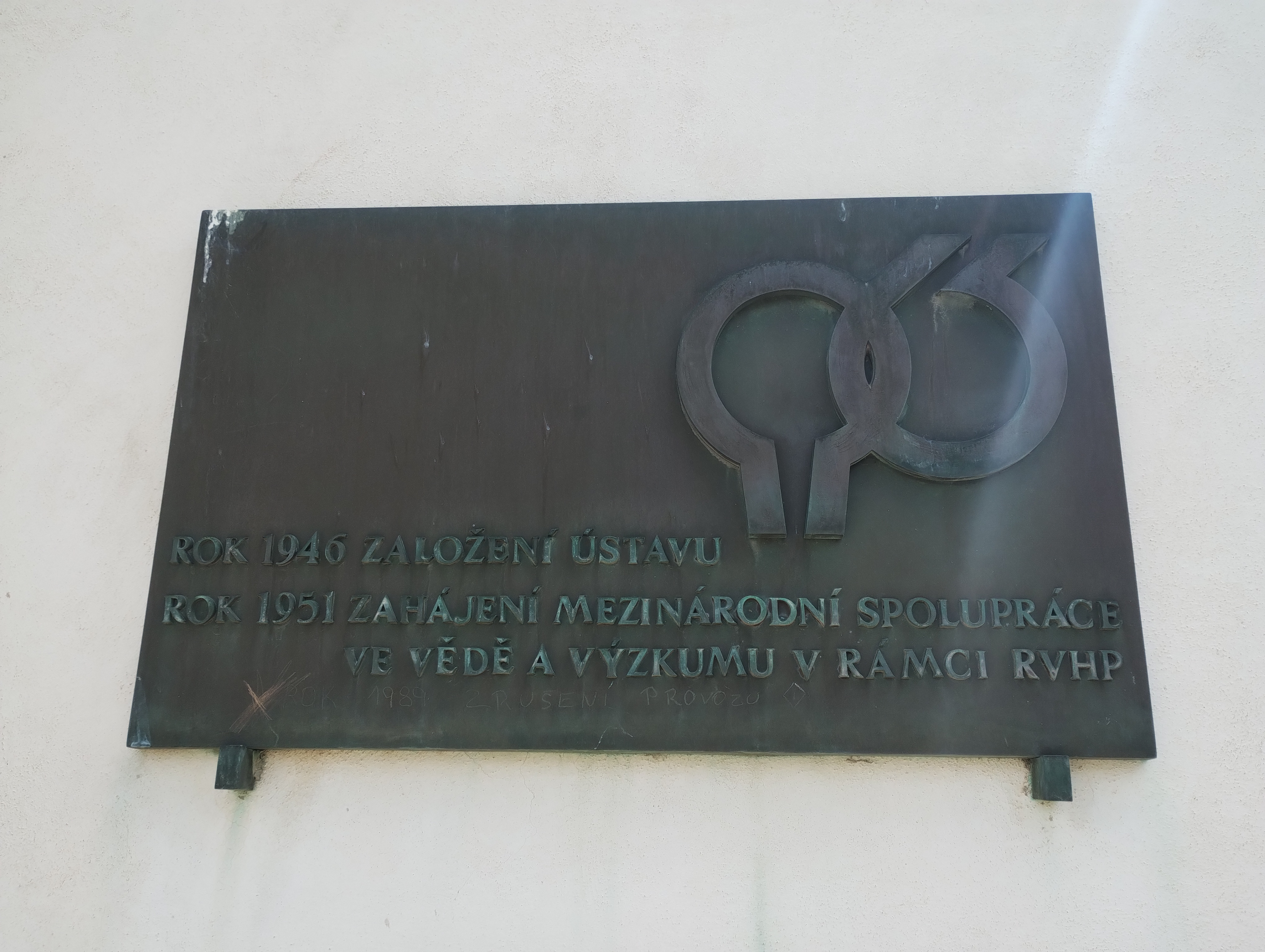
Pamětní deska Výzkumného ústavu kovů